# Senkrechter Strich
Der senkrechte Strich (englisch vertical bar, in manchen Programmiersprachen als Symbol für eine Pipe verwendet) wird vor allem in der EDV und Mathematik genutzt. Das Zeichen wird entweder als durchgehender ( | ) oder in der Mitte unterbrochener ( ¦ ) senkrechter Strich dargestellt.
Auf PCs mit den Betriebssystemen DOS, Windows und Linux wird er beim deutschen Tastaturlayout über die Tastenkombination Alt Gr + < oder Strg + Alt + < oder Alt + 0124 erzeugt. Die schweizerische Tastaturbelegung sieht für den unterbrochenen Strich die Tastenkombination Alt Gr + 1 und für den durchgehenden Strich Alt Gr + 7 vor.
Auf einem Mac erzeugt man ihn sowohl auf der deutschen als auch auf der schweizerischen Tastatur durch die Tastenkombination ⌥ + 7. 
Auf einem Mac mit einer Windows-Distribution über Boot Camp (Software) erzeugt man ihn sowohl auf der deutschen als auch auf der schweizerischen Tastatur durch die Tastenkombination Cmd + Alt + ..

## Verwendung

### Mathematik
- Der einfache senkrechte Strich steht für
  - die Relation „teilt“ zwischen ganzen Zahlen
  - die bedingte Wahrscheinlichkeit in der Wahrscheinlichkeitstheorie
  - die Einschränkung des Definitionsbereichs einer gegebenen Funktion: Wenn {\displaystyle A\subseteq B} zwei Mengen sind und {\displaystyle f} eine Funktion mit Definitionsbereich {\displaystyle B} ist, so bezeichnet {\displaystyle f|_{A}} die Funktion, die auf {\displaystyle A} mit {\displaystyle f} übereinstimmt und ansonsten undefiniert ist.
  - die Funktionsauswertung an einer Stelle. {\displaystyle f(x)\vert _{x=1}=f(1)}
  - die Differenz zweier Funktionswerte an zwei Stellen, etwa bei der Integralrechnung: {\displaystyle F(x){\Big \vert }_{a}^{b}=F(b)-F(a)}
  - „mit der Eigenschaft:“ bzw. „für die gilt:“ in der intensionalen Schreibweise von Mengen:

{\displaystyle \{2z\mid z\in \mathbb {Z} \}} ist die Menge der geraden ganzen Zahlen,
{\displaystyle \{(x,\,y)\in \mathbb {R} ^{2}\mid x^{2}+y^{2}=1\}} ist der Einheitskreis
  - den Shefferschen Strich in der Logik {\displaystyle A|B:=\neg (A\wedge B)\equiv {\overline {A\wedge B}}}

- Ein Paar von einfachen senkrechten Strichen (wie Klammern) bezeichnet
  - den absoluten Betrag einer Zahl
  - die Determinante einer Matrix
  - die Mächtigkeit einer Menge

- Der doppelte senkrechte Strich bezeichnet die Parallelität: {\displaystyle g\parallel h}

- Ein Paar von doppelten senkrechten Strichen (wie Klammern) bezeichnet eine Norm

### Physik
- In der Dirac-Notation in der Physik ist {\displaystyle \langle \phi |{\mathcal {O}}|\psi \rangle } ein Matrixelement.

### Datenverarbeitung und Programmiersprachen
- In Shells bezeichnet ein senkrechter Strich eine Pipe. Mit Pipes lassen sich Eingabe- und Ausgabestrom von zwei Programmen verketten. (Bsp.: ls | more)
- In einigen Auszeichnungssprachen steht der senkrechte Strich für den Rand einer Tabellenzelle
- Bei diversen Datenbanken (z. B. Informix) wird der senkrechte Strich als Standard-Separator von Datenfeldern für exportierte Tabellen benutzt.
- Bei einigen Suchmaschinen wie etwa Google kann der senkrechte Strich – ohne Leerzeichen zwischen Suchbegriffe gesetzt – die Oder-Funktion (den Operator „OR“) ersetzen
- Zwei senkrechte Striche hintereinander bezeichnen in vielen Programmiersprachen (z. B. C, Perl, PHP und Java) das logische Oder und ein einfacher senkrechter Strich das bitweise Oder
- Zwei senkrechte Striche hintereinander bezeichnen in verschiedenen Programmiersprachen (z. B. Rexx und ooRexx) die Verkettung von zwei Zeichenketten

### Weitere Verwendungen
- In Lexika und Wörterbüchern, etwa dem Duden, bezeichnet der senkrechte Strich mögliche Trennstellen eines Wortes; alternativ wird manchmal ein Mittelpunkt verwendet.
- In den Textwissenschaften wird der senkrechte Strich häufig zur Markierung eines Seitenwechsels benutzt.
- Auf den Speisekarten von Gourmetrestaurants wird der senkrechte Strich verwendet, wenn von den Gerichten nur die drei Hauptzutaten angegeben werden, um diese zu trennen.
- Im Internationalen Phonetischen Alphabet (IPA) und in Khoisan-Sprachen zeigt ein ähnlicher Klicklautbuchstabe den dentalen Klick.

Da der senkrechte Strich in normalen Texten keine Anwendung findet, zählt er nicht zu den Interpunktionszeichen.

## Codierung
Die senkrechten Striche werden folgendermaßen definiert und kodiert:
| Zei- chen | Unicode  | Unicode                                    | Deutsche Bezeichnung                     | HTML        | HTML    | HTML              |
| Zei- chen | Position | Name                                       | Deutsche Bezeichnung                     | hexadezimal | dezimal | benannt           |
| --------- | -------- | ------------------------------------------ | ---------------------------------------- | ----------- | ------- | ----------------- |
| \|        | U+007C   | Vertical line                              | Senkrechter Strich                       | &#x007C;    | &#124;  | (nicht vorhanden) |
| ¦         | U+00A6   | Broken bar                                 | Unterbrochener Strich                    | &#x00A6;    | &#166;  | &brvbar;          |
| ∣         | U+2223   | Divides                                    | Teilt-Strich                             | &#x2223;    | &#8739; |                   |
| ⎮         | U+23AE   | Integral extension                         | Integralstrich                           | &#x23AE;    | &#9134; |                   |
| │         | U+2502   | Box drawings light vertical                | Element dünn oben-unten                  | &#x2502;    | &#9474; |                   |
| ┃         | U+2503   | Box drawings heavy vertical                | Element dick oben-unten                  | &#x2503;    | &#9475; |                   |
| ┆         | U+2506   | Box drawings light triple dash vertical    | Element dünn gestrichelt oben-unten      | &#x2506;    | &#9476; |                   |
| ┇         | U+2507   | Box drawings heavy triple dash vertical    | Element dick gestrichelt oben-unten      | &#x2507;    | &#9479; |                   |
| ┊         | U+250A   | Box drawings light quadruple dash vertical | Element dünn gepunktet oben-unten        | &#x250A;    | &#9482; |                   |
| ┋         | U+250B   | Box drawings heavy quadruple dash vertical | Element dick gepunktet oben-unten        | &#x250B;    | &#9483; |                   |
| ╎         | U+254E   | Box drawings light double dash vertical    | Element dünn groß gestrichelt oben-unten | &#x254E;    | &#9550; |                   |
| ╏         | U+254F   | Box drawings heavy double dash vertical    | Element dick groß gestrichelt oben-unten | &#x254F;    | &#9551; |                   |
| ǀ         | U+01C0   | Latin letter dental click                  | Lateinischer Buchstabe Dentaler Klick    | &#x1C0;     | &#448;  |                   |

Im Zeichensatz ASCII in seiner aktuellen Version ist der senkrechte Strich, nicht jedoch der unterbrochene Strich enthalten. Dieser kommt jedoch in gleich alten Zeichensätzen der Firma IBM vor. Allerdings enthalten bereits die ASCII-Erweiterungen ISO 6937 und ISO 8859-1 (auch als Latin-1 bekannt) 1986 beide Strich-Varianten. Fast alle modernen Computer mit lateinischen Schriften verwenden eine ISO-8859-Variante oder den Unicode-Standard und können daher beide Zeichen problemlos verarbeiten und darstellen.
Für die zwei Varianten des senkrechten Strichs (durchgehend und unterbrochen) gab es ursprünglich einen Grund: Bei den älteren Schriftarten gab es solche, welche den senkrechten Strich verwechselbar gleich darstellten wie den Kleinbuchstaben l (kleines L) und den Großbuchstaben I (großes i). In anspruchsvolleren Dokumenten traten damit drei Zeichen mit einer (fast) gleichen Darstellung auf.